# Доктор Хто (сезон 13, 2021)
Тринадцятий сезон британського науково-фантастичного телесеріалу «Доктор Хто», відомий також як «Потік» (англ. Flux), транслювалася з 31 жовтня по 5 грудня 2021 року. Серіал є третім і останнім під шоуранерством Кріса Чібнолла. Щодо нумерації у рамках серіалу, це тринадцятий сезон, який виходить в ефір після відродження програми в 2005 році, і тридцять дев’ятий сезон загалом. «Потік», спочатку анонсований у листопаді 2019 року, транслювався в неділю ввечері, а за ним йдуть три пов’язані спеціальні випуски, які мають вийти в ефір у 2022 році. 
Джоді Віттакер повернулася до своєї ролі Тринадцятого Доктора, на її рахунку це третій та останній сезон в цьому амплуа. У тринадцятому сезоні також знімаються Мендіп Ґілл і Джон Бішоп у ролі супутників Доктора Ясмін Кхан і Дена Льюїса відповідно. Ця частина розповідає про Тринадцятого Доктора та її супутників, які переміщуються в руйнівній аномалії під назвою «Потік», маючи справу з ворогами та секретами з минулого Доктора. 
Сезон складається з шести епізодів, які утворюють одну цільну історію. Шість епізодів зняли Джеймі Магнус Стоун і Азур Салім; Стоун повернувся з режисури попереднього сезону, а Салім став режисером у якості нового співавтора. Чібнолл написав усі шість епізодів серіалу, один з них у співавторстві з Максін Олдертон, яка також повернулася після  попереднього сезону. Зйомки розпочалися в листопаді 2020 року і завершилися в серпні 2021 року. Сезон отримав загалом позитивні відгуки критиків. 

## Епізоди
Вперше після «Випробування над Володарем Часу» (1986) і втретє в історії програми, сезон розповідає одну повну історію, а не окремі епізодичні. Це другий випадок, коли всі епізоди охоплюються одним номером історії; «Ключ до часу» (1978–79) підтримував окремі серійні позначення.
| Номер взагалі | Номер у сезоні | Назва                                                 | Режисер             | Сценарист                       | Перший ефір       | Глядачі у Великій Британії (у мільйонах) | Індекс вдячності авдиторії (AI) |
| ------------- | -------------- | ----------------------------------------------------- | ------------------- | ------------------------------- | ----------------- | ---------------------------------------- | ------------------------------- |
| 297a          | 1              | «Геловінський апокаліпсис» «The Halloween Apocalypse» | Джеймі Маґнус Стоун | Кріс Чібнолл                    | 31 жовтня 2021    | 5.81                                     | 76                              |
| 297b          | 2              | «Війна сонтаранів» «War of the Sontarans»             | Джеймі Маґнус Стоун | Кріс Чібнолл                    | 7 листопада 2021  | 5.02                                     | 77                              |
| 297c          | 3              | «Одного часу» «Once, Upon Time»                       | Ажур Салім          | Кріс Чібнолл                    | 14 листопада 2021 | 4.60                                     | 75                              |
| 297d          | 4              | «Село Ангелів» «Village of the Angels»                | Джеймі Маґнус Стоун | Кріс Чібнолл та Максін Олдертон | 21 листопада 2021 | 4.51                                     | 79                              |
| 297e          | 5              | «Вцілілі від Потоку» «Survivors of the Flux»          | Ажур Салім          | Кріс Чібнолл                    | 28 листопада 2021 | 4.73                                     | 77                              |
| 297f          | 6              | «Підкорювачі» «The Vanquishers»                       | Ажур Салім          | Кріс Чібнолл                    | 5 грудня 2021     | TBD                                      | 76                              |

## Акторський склад

### Основний склад
- Джоді Віттакер у ролі Тринадцятого Доктора.
- Мендіп Ґілл у ролі Ясмін Кхан.
- Джон Бішоп у ролі Дена Льюїса.

## Кастинг
Сезон став третім, у якому Джоді Віттакер виступає як Тринадцятий Доктор. Мендіп Ґілл також повертається до ролі Ясмін Кхан. Після відходу Бредлі Волша та Тосіна Кола у серії «Революція далеків» (2021)  Джон Бішоп приєднався до акторського складу серіалу в ролі Дена Льюїса. 
Джейкоб Андерсон з'являється в повторюваній ролі Віндера. Джо Мартін повернулася в ролі Доктора-втікача в «Одного часу», востаннє з'явившись в дванадцятому сезоні в епізодах «Втікач джудунів» та «Позачасові діти» (2020). Джемма Редгрейв також повторює свою роль Кейт Стюарт, яка раніше зустрічалася з Одинадцятим і Дванадцятим Докторами, яку востаннє бачили у «Вторгнення зайгонів» / Обернення зайгонів (2015). До інших запрошених акторів входять Роберт Батерст, Таддеа Грем, Блейк Гаррісон, Кевін МакНеллі, Крейг Паркінсон, Сара Пауелл, Аннабель Шолі, Джеральд Кід, Пенелопа Енн МакГі, Роченда Сандалл, Сем Спруелл, Крейдж Елс, Стів Орам, Надя Албіна, Джонатан Вотсон, Сью Дженкінс і Пол Бротон. 

## Виробництво
Тринадцятий сезон був офіційно анонсований в листопаді 2019 року, перед прем'єрою дванадцятого сезону. У ролі шоуранер залишився, як і в двох попередніх сезонах, Кріс Чібнолл. Зйомки мали розпочатися у вересні 2020 року, але через пандемію почалися тільки в листопаді. Знімальний процес тривав десять місяців ; при цьому в зв'язку з виниклими труднощами сезон буде включати лише шість серій і три спецвипуски . Прем'єра відбулася 31 жовтня 2021 року.